# Кузнецов, Юрий Анатольевич (композитор)
Юрий Анатольевич Кузнецов (11 июля 1953, Одесса — 2 мая 2016, Одесса) — советский и украинский джазовый пианист, виртуозный импровизатор-мультиинструменталист, композитор и педагог, основатель и арт-директор международного джазового фестиваля «Джаз-карнавал в Одессе», президент «Клуба Высокой Музыки», заслуженный деятель искусств Украины.
Играл произведения в спектре от классического до экспериментального и авангардного джаза, обладатель специального приза Пола Маккартни на международном конкурсе «Yesterday» в Эстонии.

## Биография
Родился 11 июля 1953 года в Одессе.
В 1978 году окончил по классу фортепиано Одесскую консерваторию, с 1979 преподавал там же теорию музыки и композицию.
В 1980 году стал одним из основателей эстрадно-джазового отделения Одесского музыкального училища им. К. Ф. Данькевича. В том же году совместно с А. Кучеровским и С. Заком основал первое профессиональное джазовое трио Одесской филармонии. В 1997 году Юрий Кузнецов создал и возглавил «Клуб высокой музыки», который организовал концерты звезд мирового джаза — Эрика Мариенталя, Джеффа Лорбера, Уильяма Кеннеди, Джимми Хаслип, Чака Лоуба, Марка Игена и др.
С 2000 года являлся арт-директором и активным участником Международного джазового фестиваля «Джаз-карнавал в Одессе».
В 2005–2006 гг. Юрий Кузнецов выполнял обязанности начальника управления культуры и туризма Одесской облгосадминистрации.
2 мая 2016 года в результате онкологического заболевания Юрий Кузнецов умер в возрасте 62 лет.
11 июля 2016, в день рождения этого украинского джазмена Одесская областная государственная администрация учредила музыкальную премию имени Юрия Кузнецова.

## Творчество
Юрий Кузнецов — автор музыки к театральным спектаклям «Venus» и «Моцарт и Сальери».

### Музыка к кинофильмам
- «Запах осени»
- «Грешник»
- «Такси-блюз» (Гран-при Каннского кинофестиваля)) — совместно с Владимиром Чекасиным
- «Impression» (Гран-при Международного кинофестиваля Пост-Монтре)

С 2010 года принимал активное участие в живом озвучивании мировых шедевров немого кино:
- «Арсенал» (реж. Александр Довженко, 1929),
выступления на международных фестивалях

— «Немые ночи 2010»
— «Гогольfest 2010»
— «Jazz Koktebel 2010»
- «Ночной извозчик» (реж. Георгий Тасин, 1928,

— выступление в рамках международного фестиваля «Книжный Арсенал 2011»
- «Страсти Жанны д’Арк» (реж. Карл Теодор Дрейер, 1928,

— выступление на фестивале «Немые ночи 2011».